# 灘崎地域
灘崎地域（なださきちいき）は、岡山県岡山市南区にある地域。かつての児島郡灘崎町（なださきちょう）に相当する。2005年3月22日に岡山市に編入合併し、町役場は岡山市灘崎支所を経て、2009年4月1日の政令市移行時には南区役所として暫定使用され、現在は再び灘崎支所となる。
合併当初は大字として「灘崎町」を冠していたが、合併特例区期限終了のため、2010年3月22日より大字から冠称が消えた（エリア名としては使用されている）。

## 地理
町域の大半は江戸期より昭和期にかけて干拓された土地で占められ平坦であり、南西部は常山（307m）などの山林となっている。干拓地では米を主に農業が営まれている。
隣接地域
- 岡山市南区藤田
- 倉敷市（児島）
- 玉野市

## 施設

### 行政
- 岡山市南区役所灘崎支所 - 旧灘崎町役場、旧岡山市灘崎支所、旧岡山市南区役所（暫定利用）
- 岡山市南区西福祉事務所
- 岡山市保健所南区西保健センター
- 岡山市南消防署灘崎出張所
- 岡山県岡山南警察署

### 教育
- 岡山市立灘崎小学校
- 岡山市立灘崎小学校迫川分校
- 岡山市立七区小学校
- 岡山市立彦崎小学校
- 岡山市立灘崎中学校
  - いずれも旧灘崎町立

## 交通

### 鉄道
- 西日本旅客鉄道（JR西日本）
  - 瀬戸大橋線：植松駅
  - 宇野線：彦崎駅 - 備前片岡駅 - 迫川駅

### 路線バス
- 両備バス
  - 国道30号線

### 道路
地域内を通る高速道路はない。
- 一般国道
- 国道30号
- 都道府県道
  - 岡山県道21号岡山児島線
  - 岡山県道22号倉敷玉野線